# Punctulum
Punctulum is een geslacht van weekdieren uit de klasse van de Gastropoda (slakken).

## Soorten
- Punctulum flavum (Okutani, 1964)
- Punctulum minutum Golikov & Fedjakov, 1987
- Punctulum reticulatum Golikov, 1986
- Punctulum sanrikuense Hasegawa, 2014
- Punctulum soyomaruae Hasegawa, 2014
- Punctulum tanshumaruae Hasegawa, 2014
- Punctulum wyvillethomsoni (Friele, 1877)